# Antoine Pitrot
Antoine-Bonaventure Pitrot detto Pitrot il Vecchio (Marsiglia, 31 marzo 1727 – dopo 1792) è stato un ballerino e coreografo francese e maestro di ballo.
Era fratello maggiore di Jean-Baptiste Pitrot e figlio di Barthélemy Pitrot un attore che aveva attraversato la provincia francese nella prima metà del XVIII secolo. 

## Biografia
Iniziò la sua carriera all'Opéra national de Paris nel 1744 e poi, in diverse occasioni, fu maestro di danza al Théâtre de la comédie italienne sempre a Parigi. Intraprese una brillante carriera in tutta Europa, giungendo fino in Russia, e compose molti balletti. È considerato uno dei precursori del ballet d'action a Parigi.